# Clytra atraphaxidis
Clytra atraphaxidis — вид листоїдів з підродини клітрін. Зустрічається в Південній Європі, Малій Азії, Центральній Азії, Монголії та Кореї.

## Підвиди
- Clytra atraphaxidis atraphaxidis (Pallas, 1773)
- Clytra atraphaxidis maculifrons (Zoubokoff, 1833)
- Clytra atraphaxidis sierrana (Daniel, 1903)